# Zenon Perwenis
Zenon Perwenis (ur. 5 marca 1949 w Pawlukańcach k. Wilna, zm. 26 maja 2018) – działacz NSZZ „Solidarność” oraz aktywista społeczny.

## Życiorys
Niedługo po urodzeniu został wraz z rodziną wywieziony na Syberię w rejon Czeremchowa w obwodzie irkuckim. Do Polski przybył w 1955 roku w ramach akcji repatriacyjnej i zamieszkał w Elblągu. W latach 1966–1993 był pracownikiem Zakładów Mechanicznych "Zamech" (od 1990 ABB Zamech Ltd.). W 1975 roku ukończył elbląską filię Politechniki Gdańskiej.
Od września 1980 roku był członkiem NSZZ „Solidarność”. Organizował zakładowe struktury związku oraz był jednym ze współzałożycieli Krajowej Komisji Koordynacyjnej Energetyków Polskich „Solidarność”. W 1981 roku był delegatem I Walny Zjazd Delegatów Regionu Elbląg, na którym został wybrany do Prezydium Zarządu Regionu. Był również delegatem na I Krajowy Zjazd Delegatów NSZZ „Solidarność”, jaki odbył się we wrześniu oraz październiku 2018 roku, podczas którego wszedł w skład Komisji Statutowej Zjazdu. Po ogłoszeniu stanu wojennego został internowany w ośrodku w Iławie, skąd zwolniono go w lutym 1982 roku. W latach 1982–1983 był wielokrotnie zatrzymywany i przesłuchiwany.
W latach 1983–1990 był członkiem Rady Pracowniczej związku w ZM "Zamech", przewodnicząc jej w okresie 1984-1988. Natomiast w latach 1995-1997 pełni funkcję wiceprzewodniczącego Zarządu Regionu „Solidarności”. Był również członkiem Elbląskiej Rady Konsultacyjnej Osób Niepełnosprawnych oraz elbląskich struktur Związku Sybiraków, gdzie od 2002 roku pełnił funkcję wiceprezesa Oddziału. W 2006 kandydował do Rady Miejskiej Elbląga z ramienia Komitetu Wyborczego "Rozwój i Praca".
Pochowany w kolumbarium na Cmentarzu Komunalnym Dębica w Elblągu.

## Odznaczenia
Za swe zasługi został odznaczony Krzyżem Zesłańców Sybiru (2006), Krzyżem Kawalerskim Orderu Odrodzenia Polski (2010) oraz Krzyżem Wolności i Solidarności (2015).